# Kamaryn
Kamaryn (en biélorusse : Камарын) ou Komarine (en russe : Комарин) est une commune urbaine de la voblast de Homiel ou Gomel, en Biélorussie. Sa population s'élevait à 1 777 habitants en 2017.

## Géographie
Kamaryn se trouve sur la rive droite du Dniepr, qui forme la frontière entre la Biélorussie et l'Ukraine. Elle est située à 45 km au sud-est de Brahine, à 116 km au sud-sud-ouest de Homiel ou Gomel et à 342 km au sud-est de Minsk. Les villes les plus proches se trouvent en Ukraine : Slavoutytch à 18 km au nord-est et Tchernihiv à 51 km à l'est. Kamaryn se trouve également à 28 km au nord-est de Tchernobyl.

## Histoire
Kamaryn est mentionné pour la première fois au XIVe siècle comme village de la powiat de Retchytsa, dans la voïvodie de Minsk du grand-duché de Lituanie. Le village intégra l'Empire russe à la suite de la deuxième partition de la Pologne, en 1793, et fit alors partie du gouvernement de Minsk. Le 1er janvier 1919, conformément à une décision du Parti communiste de Russie (bolchevik), Kamaryn fut rattaché à la république socialiste soviétique de Biélorussie, mais le 16 janvier suivant, le village rejoignit la république socialiste fédérative soviétique de Russie à l'instar d'autres territoires ethniquement biélorusses. En 1926, Kamaryn retourna à la RSS de Biélorussie, dans laquelle il devint un centre administratif de raïon. Au cours des années suivantes, diverses institutions économiques et culturelles y furent créées ou développées (écoles, bibliothèque, divers ateliers et petites usines). Pendant la Seconde Guerre mondiale, Kamaryn fut occupée par l'Allemagne nazie du 28 août 1941 au 23 septembre 1943. Ce fut la première localité de Biélorussie à être libérée de l'occupation allemande. Kamaryn reçut le statut de commune urbaine le 17 novembre 1959.

## Population
Recensements (*) ou estimations de la population :
| 1856 | 1897* | 1908 | 1959* | 1970* | 1979* |
| ---- | ----- | ---- | ----- | ----- | ----- |
| 98   | 550   | 614  | 1 608 | 1 652 | 2 359 |

| 1989* | 2009* | 2014  | 2015  | 2016  | 2017  |
| ----- | ----- | ----- | ----- | ----- | ----- |
| 2 780 | 2 051 | 1 858 | 1 813 | 1 804 | 1 777 |